# Europese talen

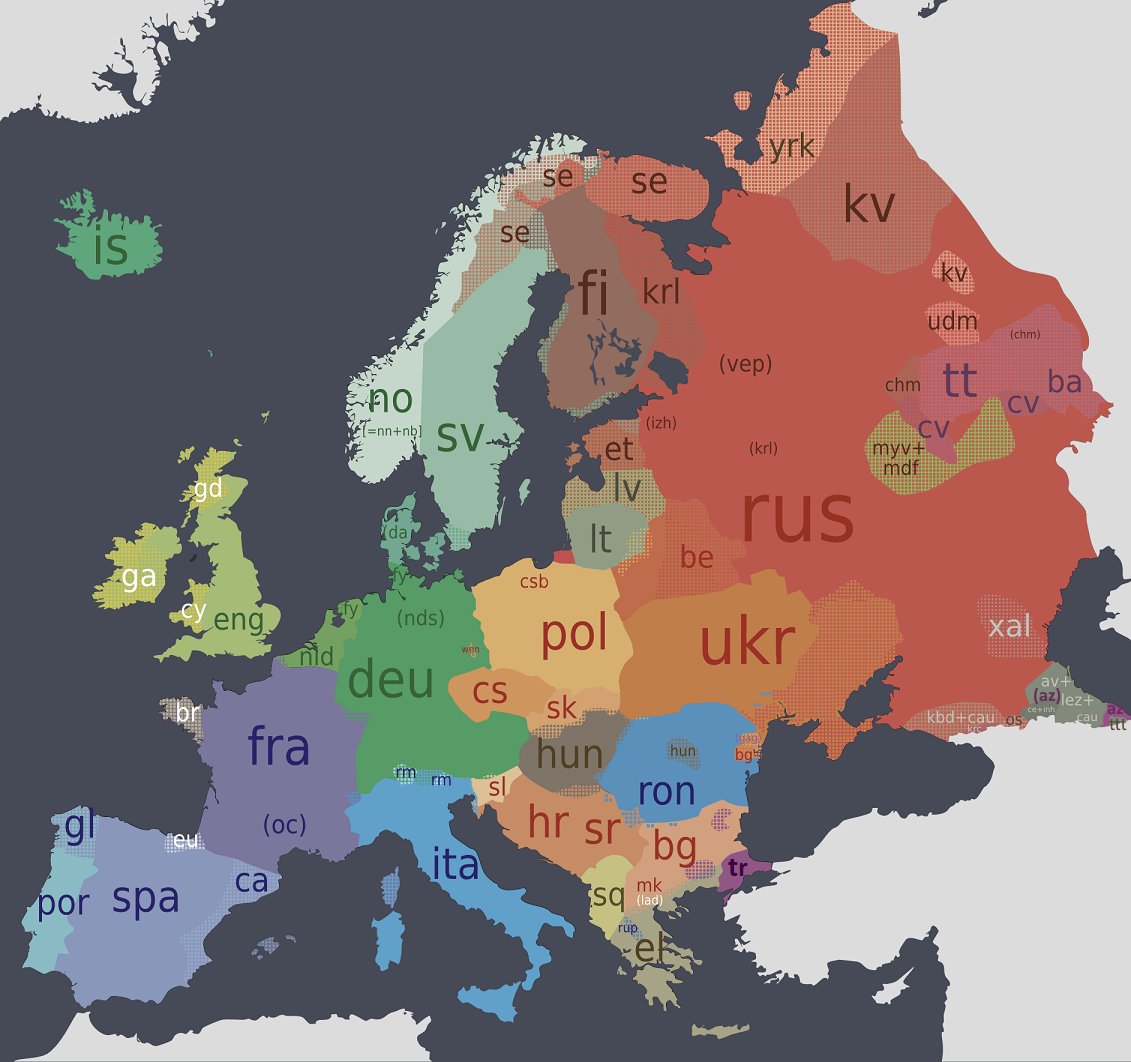
Taalkundige kaart van Europa

De meeste talen die in Europa worden gesproken behoren tot de Indo-Europese taalfamilie, met zo'n 640 miljoen sprekers. Naar schatting werden er op het Europese continent in 2008 ten minste 107 talen uit deze familie gesproken. De twee andere grote taalfamilies in Europa zijn de Turkse (± 35 miljoen sprekers) en de Fins-Oegrische taalfamilie (± 22 miljoen sprekers). Deze drie taalfamilies zijn ook buiten Europa vertegenwoordigd.
Buiten deze drie grote taalfamilies zijn er in Europa weinig andere inheemse talen. In de Kaukasus worden enkele Zuid-Kaukasische talen gesproken, waarvan het Georgisch de grootste is. Het Maltees behoort tot de Semitische talen. Het in het zuidwesten van Europa gesproken Baskisch is een isolate taal. Verder worden er binnen Europa nog een Mongoolse taal (het Kalmuks) en een Samojeedse taal (het Nenets) gesproken.
Onder andere als gevolg van de Europese kolonisatie groeide een aantal van oorsprong Europese talen uit tot wereldtaal.
Het onderzoek van de Europese talen is het doel van de eurolinguistiek.

## Geschiedenis
In vroeger tijden - dat wil zeggen vóór de periode van het Romeinse Rijk - werden er vermoedelijk veel meer niet-Indo-Europese talen gesproken in Europa waarvan er sommige niet of niet met zekerheid geclassificeerd zijn, zoals het Etruskisch, het Rhaetisch, het Iberisch en volgens sommigen het Pictisch. Mogelijk bestond er ca. 10.000 jaar in alle delen van de wereld, inclusief Europa, een veel groter linguïstisch evenwicht dan nu. Met de opmars van het Latijn in grote delen van Europa werd het gebruik van andere dan de Indo-Europese talen sterk teruggedrongen. Vanaf de vierde eeuw kwamen, gelijk met het verval van het Romeinse Rijk, de eerste Turken en Hongaren vanuit Centraal-Azië naar Europa.

## Taalfamilies in Europa

### Indo-Europese talen

#### Slavische talen
- Oost-Slavische talen
  - Russisch
  - Oekraïens
  - Wit-Russisch
  - Roetheens

- West-Slavische talen
  - Pools
  - Tsjechisch
  - Slowaaks
  - Sorbisch
  - Silezisch

- Zuid-Slavische talen
  - Servisch
  - Bulgaars
  - Kroatisch
  - Sloveens
  - Bosnisch
  - Macedonisch
  - Montenegrijns

#### Germaanse talen
- Oost-Germaanse talen
  - Gotisch†
  - Bourgondisch†
  - Longobardisch†
  - Vandaals†
  - Krim-Gotisch†

- West-Germaanse talen
  - Nederduits
    - Nedersaksisch
    - Oost-Nederduits

  - Hoogduits
    - Duits
    - Luxemburgs of Letzeburgs
    - Jiddisch

  - Nederfrankisch
    - Nederlands
    - Afrikaans
    - Limburgs

  - Anglo-Fries
    - Engels
    - (Laagland) Schots
    - Fries

- Noord-Germaanse talen
  - Continentaal Scandinavisch
    - Deens
    - Zweeds
    - Noors
    - Elfdaals

  - Eiland-Scandinavisch
    - IJslands
    - Faeröers
    - Norn†

#### Romaanse talen
- Latijn†
  - Italiaans in brede zin
  - Reto-Romaans (ook Rhaetisch)
    - Friulisch
    - Ladinisch
    - Reto-Romaans

  - Frans
  - Spaans
  - Portugees
  - Galicisch
  - Roemeens
  - Catalaans
    - Valenciaans (Een standaardvariëteit op het Catalaans)

  - Waals
  - Picardisch
  - Lotharings
  - Champenois
  - Occitaans
  - Aragonees
  - Aroemeens
  - Arpitaans

#### Indo-Iraanse talen
- Indo-Arische talen
  - Romani

- Iraanse talen
  - Koerdisch
  - Ossetisch

#### Baltische talen
- Litouws
- Lets

#### Keltische talen
- Westelijk Brythonisch
  - Welsh
  - Cumbrisch†

- Zuidwestelijk Brythonisch
  - Bretons
  - Cornisch†

- Goidelisch
  - Oudiers†
    - Iers
    - Schots-Gaelisch
    - Manx

- Vasteland-Keltische talen
  - Gallisch†
  - Galatisch†
  - Keltiberisch†
  - Lepontisch†

#### Griekse talen
- Oudgrieks†
  - Romeyka
  - Pontisch
- Nieuwgrieks

#### Overige Indo-Europese talen
- Albanees
- Armeens

### Turkse talen
- Oghuz
  - Azerbeidzjaans
  - Turks
  - Gagaoezisch

- Kypchak
  - Westelijk
    - Koemuks
    - Karatsjaj-Balkaars

  - Noordelijk
    - Basjkiers
    - Tataars

  - Zuidelijk
    - Kazach
    - Nogai

  - Krim-Tataars

- Oghur
  - Tsjoevasjisch

### Mongoolse talen
- Kalmuks

### Oeraalse talen

#### Fins-Oegrische talen
- Oegrische talen
  - Hongaars

- Fins-Samische talen
  - Samisch
  - Fins
  - Estisch
  - Karelisch

#### Samojeedse talen
- Nenets

### Kaukasische talen
Dit zijn meerdere taalfamilies.
- Zuid-Kaukasische talen
  - Georgisch
  - Mingreels
  - Lazisch

- Noordoost-Kaukasische talen
  - Avaars
  - Lezgisch
  - Tabassaraans
  - Ingoesjetisch
  - Tsjetsjeens

- Noordwest-Kaukasische talen
  - Kabardijns
  - Abchazisch

### Semitische talen
- Maltees

## Alfabetten in Europa
In Europa wordt in het westen en midden veel het Latijnse alfabet gebruikt, en in het oosten het Cyrillische alfabet. In Griekenland wordt het Griekse alfabet gebruikt, in Georgië het Georgisch alfabet, en in Armenië het Armeens alfabet.
Google Maps toont steeds ook het Latijnse schrift, OpenStreetMap alleen het lokale schrift.

## Kennis van vreemde talen

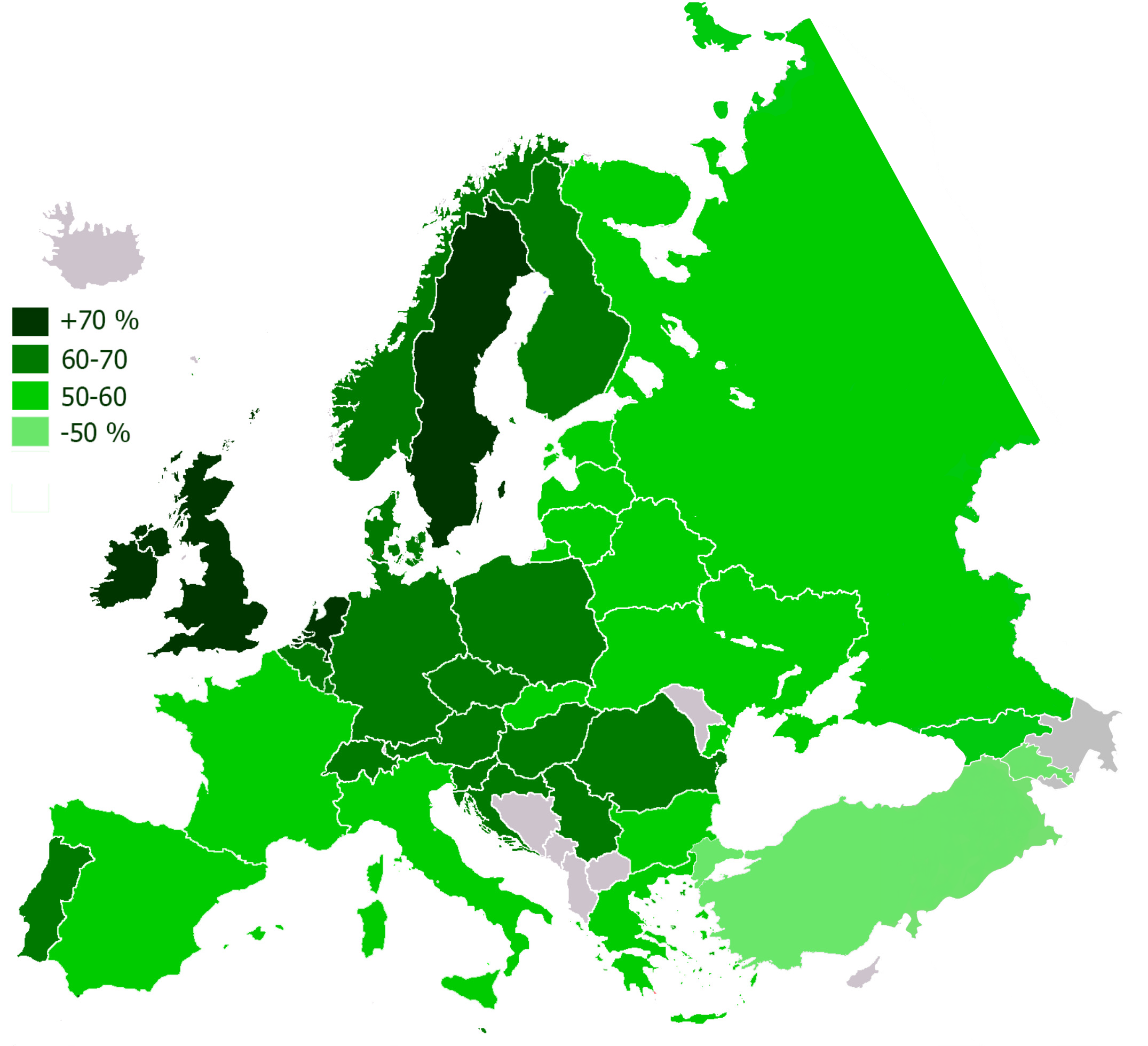
Engels
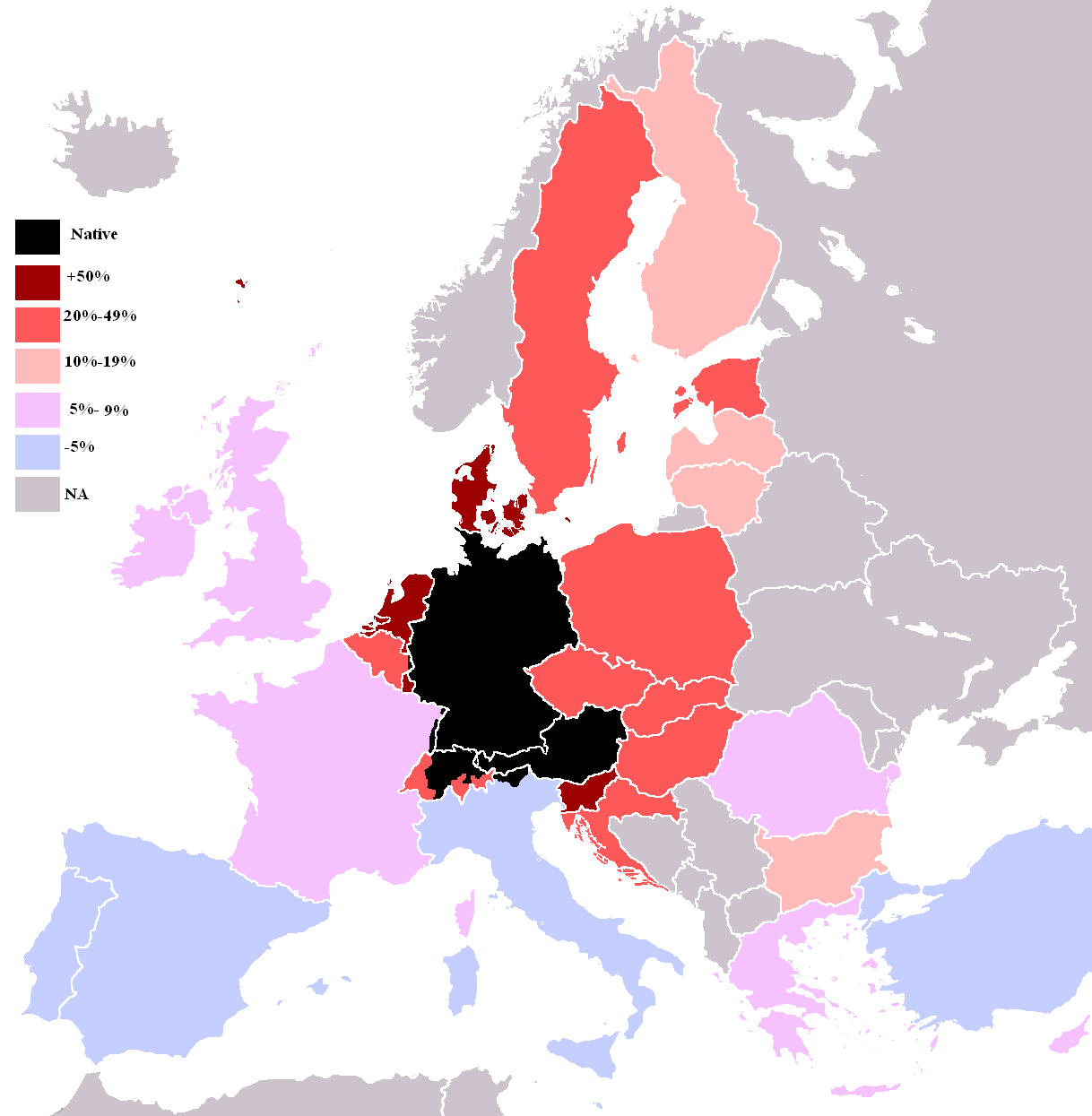
Duits
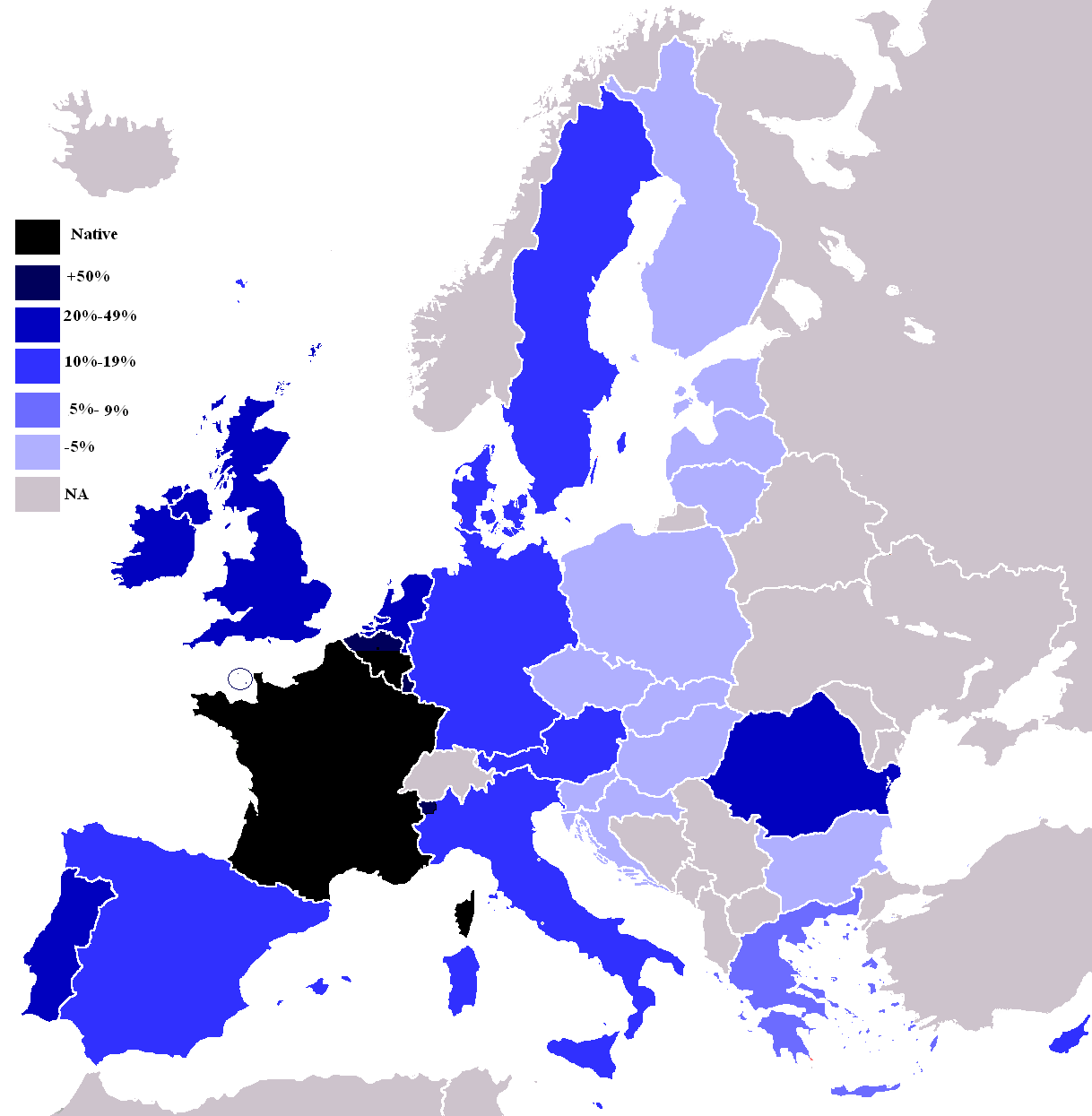
Frans
Spaans
Italiaans
Russisch
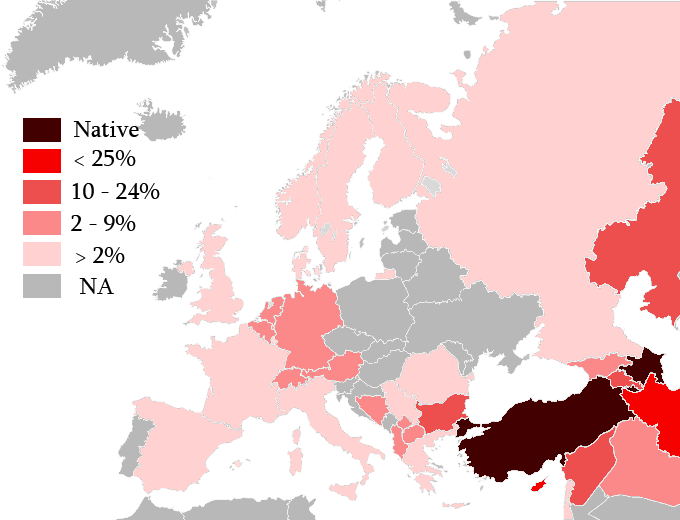
Turks